# San Marino nos Jogos Olímpicos de Inverno de 1976
San Marino competiu nos Jogos Olímpicos de Inverno pela primeira vez nos Jogos Olímpicos de Verão de 1976 em Innsbruck, Áustria.